# 石堂穣
石堂 穣（いしどう ゆずる、1973年12月2日 - ）は、日本の元俳優（子役）。東京都出身。一部のクレジットでは「石堂譲」とも表記されていた。

## 来歴・人物
1980年代後半から主にTBS系列のドラマに出演し、個性的なキャラクターで注目を集めた。
中山美穂の愛称・ミポリンは、子役として共演した際に、彼が命名した。
1995年頃に引退。

## 出演作品

### テレビドラマ
- フジ三太郎（1982年 - 1983年、朝日放送）
- ちびっ子かあちゃん（1983年、TBS） - 田口研作 役
- うちの子にかぎって…シリーズ（TBS） - 岡田和人 役
  - うちの子にかぎって2（1985年） - 岡田和人 役
  - うちの子にかぎって…スペシャル1（1986年4月18日） - 岡田和人 役
  - うちの子にかぎって…SpecialII（1987年4月1日） - 岡田和人 役
- 十五少年漂流記 忘れられない夏休み（1986年8月31日、TBS）
- な・ま・い・き盛り 第7話「オッパイさわらせてくれますか」（1986年11月27日、フジテレビ） - 高野正太郎 役
- パパはニュースキャスター（1987年、TBS） - 松本悠作 役
  - パパはニュースキャスター 帰って来た鏡竜太郎スペシャル（1994年9月30日、TBS） - 松本悠作 役
- ガキ大将がやってきた（1987年、TBS） - 春樹 役
- ママはアイドル（1987年、TBS） - 時田忠 役
  - ママはアイドル!スペシャル完結編（1988年3月30日、TBS） - 時田忠 役
- 同級生は13歳 第4話「正しい男女交際しませんか?」（1987年9月10日、フジテレビ） - 青柳せいどう 役
- オヨビでない奴!（1987年、TBS） - 一条譲 役
- おヒマなら来てよネ! 第2話「どっちの美穂とキスしたの!?」（1987年10月29日、フジテレビ） - 子供 役
- 立体ドラマ5時間 1987年の大晦日（1987年12月31日、フジテレビ）
- ドラマチック22「東大一直線・劣等先生が行く!」（1989年10月28日、TBS）
- コンプレックス 可愛いコになれない（1989年12月29日、TBS）
- 卒業（1990年、TBS） - 寺内慎次 役
- 月曜ドラマスペシャル「自主退学」（1990年4月23日、TBS） - 坂本篤志 役
- 東京エレベーターガール（1992年、TBS） - 政人 役
- カケオチのススメ（1995年、テレビ朝日）ゲスト出演

### オリジナルビデオ
- BLUE ある女子校生たちの物語（1994年、ジャパンホームビデオ）